# Gymnasium Langenhagen
Das Gymnasium Langenhagen ist das Gymnasium der Stadt Langenhagen.

## Lage

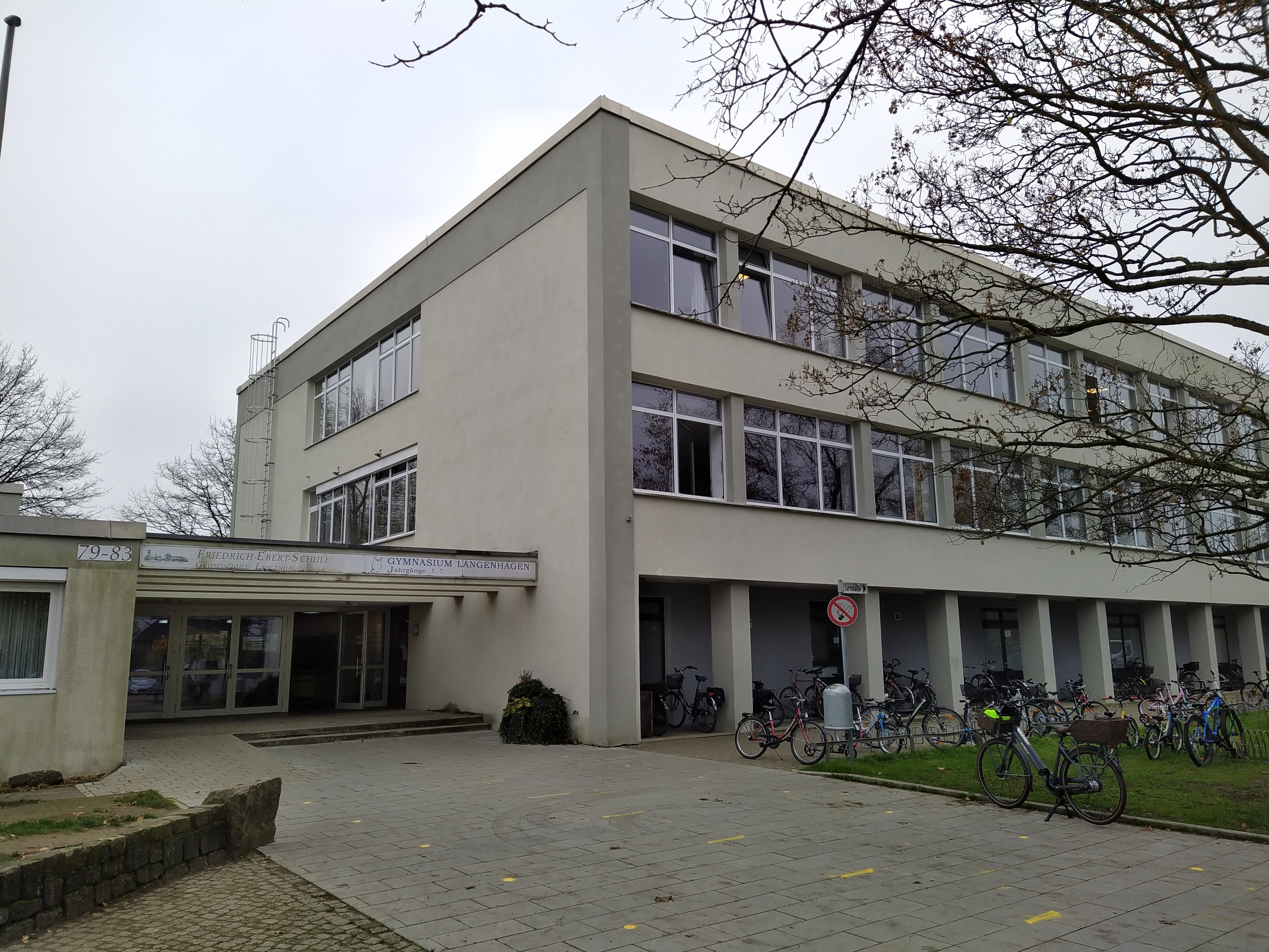
Außenstelle Friedrich-Ebert-Schule

Das Gymnasium Langenhagen befand sich in einem Schulkomplex mit der IGS Langenhagen-Zentrum gegenüber dem Rathaus der Stadt und dem City Center Langenhagen. Weiterhin verfügt die Schule über eine Außenstelle in der Friedrich-Ebert-Schule Langenhagen, in der die Jahrgänge 5 und 6 unterrichtet werden. Seit Februar 2023 ist die Schule in die neuen Räumlichkeiten an der Theodor-Heuss-Straße umgezogen.

## Geschichte
Das Gymnasium wurde im Jahr 1966 mit vier fünften und drei sechsten Klassen gegründet. Die Sechstklässler besuchten zuvor in Hannover und Großburgwedel den Unterricht. Allerdings bestand zu der Zeit noch kein eigenes Gebäude. Die Schüler wurden zunächst in andere Langenhagener Schulen ausgelagert. Erst zwei Jahre später waren mit dem A- und dem C-Trakt eigene Gebäude im Plattenbaustil errichtet. Im Laufe der Jahre wurde die Schule um die weiteren Trakte B, D, E, F, G, H, P, S und T ergänzt, von denen die Trakte B bis F und S heute aber fast vollständig zur IGS gehören. Die Trakte P, S und T sind Sporthallen. 1973 konnten die ersten Schüler ihren Schulabschluss am Gymnasium Langenhagen erlangen.
Wegen der großen Schülerzahlen wurde das Gymnasium 1977 um einen Zweitsitz an der Friedrich-Ebert-Schule ergänzt. 1981 wurde die Orientierungsstufe eingeführt und das Gymnasium ab der 7. Klasse befand sich wieder nur in der Konrad-Adenauer-Straße. Seit dem Ende der Orientierungsstufe im Jahr 2004 dient die Friedrich-Ebert-Schule wieder als Außenstelle für die 5. und 6. Klassen des Gymnasiums.
Seit 2013 dient das Gymnasium Langenhagen mit der Fertigstellung des Mensatrakts M als Ganztagsschule.
2013 wurde der A-Trakt während Orkan Xaver stark beschädigt, indem ein Teil des Daches abriss.
Im Juli 2015 wurde bekannt, dass der Brandschutz seit dem Bau der Schule nie in irgendeiner Weise gewährleistet gewesen war, was sich auf die Trakte A, C und H bezieht, welche als größte Trakte Großteile des Schulkomplexes einnehmen. Demnach soll durch Baufehler unter anderem Rauchausbreitung durch Zimmerdecken und Wände nicht ausgeschlossen worden sein. Durch die akute Gefährdung wurde der Unterricht in den betroffenen 73 Unterrichtsräumen verboten und bis zu den Sommerferien durch eine Brandwache gewährleistet. Seither ist das Betreten der Geschosse 2 und 3 untersagt, die darunterliegenden Stockwerke dürfen durch Baugerüste als Fluchttreppen weiterhin genutzt werden. Der Jahrgang 7 wird seit Sommer 2018 im Hauptgebäude unterrichtet, die Jahrgänge 8–12 werden seither in Schulcontainern unterrichtet.
Im Juli 2016 wurden Planungen für einen Neubau veröffentlicht. Am 29. September 2016 wurde beschlossen, den Neubau nahe der Neuen Bult durchzuführen. Im Mai 2020 wurde der Spatenstich vollzogen. Die Bauarbeiten sollten zwei Jahre andauern. Anfang 2023 hat nun der Umzug in die neuen Räumlichkeiten stattgefunden.
Ab Januar 2023 zog die gesamte Schule schrittweise in den Neubau an der Theodor-Heuss-Straße ein. Im Februar ist die gesamte Schule schließlich eingezogen. Das alte Gebäude an der Konrad-Adenauer-Straße wird seither von der IGS Langenhagen genutzt.

## Schulleiter
Folgende Personen dienten seit der Gründung als Schulleiter des Gymnasiums Langenhagen.
- 1966–1994: Hans-Hermann Kammel
- 1994–2003: Gerhard Menke
- 2003–2015: Irene Kretschmer
- 2015–2016: Gabriele Janke (kommissarisch)
- 2016–2020: Matthias Brautlecht
- seit 2020: Silke Kaune

## Pädagogisches Angebot
Am Gymnasium Langenhagen werden etwa 1500 Schüler von rund 100 Lehrern unterrichtet. Ab der 6. Klasse werden Latein, Französisch und Spanisch als Zweite Fremdsprache unterrichtet. In den Jahrgängen 8 bis 10 erfolgt der Unterricht in Profilen. Dabei besteht die Wahl zwischen einem informatisch-physikalischen, einem künstlerisch-informatisch (medialen), einem sportlich-biologischen, einem lateinischen (als Dritte Fremdsprache), einem theatrischen, einem musikalisch-geschichtlichen und einem physikalisch-künstlerischen (ingenieurswissenschaftlichen) Profil. Für die Oberstufe von der 11. bis zur 13. Klasse besteht die Wahl zwischen einem sprachlichen, einem naturwissenschaftlichen, einem gesellschaftswissenschaftlichen, einem musisch-künstlerischen und einem sportlichen Schwerpunkt. Von 2015 bis 2018 gab es am Gymnasium Langenhagen wegen des durch die Flüchtlingskrise bedingten erhöhten Bedarfs eine Sprachlernklasse, in der meist Flüchtlinge aus dem Nahen Osten unabhängig von Alter in Deutsch als Fremdsprache unterrichtet wurden.

## RoboCup
Seit dem Schuljahr 2007/08 verfügt das Gymnasium Langenhagen über eine national und international sehr erfolgreiche RoboCup-Arbeitsgemeinschaft, die an Junior-Wettbewerben in den Bereichen Rescue und Dance teilnimmt. Größte Erfolge sind ein 1. Platz bei der Weltmeisterschaft 2008 in Suzhou mit dem Team Master of Desaster sowie Sonderpreise bei den Weltmeisterschaften 2013 in Eindhoven, 2014 in João Pessoa und 2015 in Hefei.

## Partnerschulen und Austausche
Die Schule hat Partnerschulen in Głogów (Polen) und Saint-Saëns (Frankreich). Des Weiteren existiert ein Austauschprogramm nach Puyallup (USA).

## Persönlichkeiten
- Friedhelm Fischer (* 1955), ehemaliger Bürgermeister Langenhagens
- Niko Gießelmann (* 1991), Fußballspieler (SpVgg Greuther Fürth)
- Mirko Heuer (* 1966), aktueller Bürgermeister Langenhagens
- Tim Hornke (* 1990), Handballspieler (TBV Lemgo)
- Matthias Jabs (* 1955), Musiker (Mitglied der Scorpions)
- Robin John (* 1991), Handballspieler (Eintracht Hildesheim)
- Joachim Kettel, Kunstprofessor und Herausgeber (siehe Athena-Verlag)
- Ulrich Ritgen, Musiker (Mitglied von Zeno)
- Jochen Roth, Musiker (Mitglied von Karthago)
- Susanne Schott-Lemmer (* 1965), ehemalige Bürgermeisterin Langenhagens